# Pristimantis erythros
Espèce
Statut de conservation UICN

 CR  : 
En danger critique
Pristimantis erythros est une espèce d'amphibiens anoures de la famille des Craugastoridae que l'on trouve dans le massif de Cajas, à Chiquintad en Équateur. Elle est également connue sous le nom de « cutine sanguine ».

## Description
Pristimantis erythros se caractérise par sa coloration rouge écarlate, qui la différencie de toutes les autres espèces du genre Pristimantis, et la présence de glandes parotoïdes sur les muscles trapèzes et les muscles suprascapulaires.
Sa longueur moyenne est de 38 à 42 mm chez les femelles et de 37 mm chez les mâles. Son développement est direct (sans phase stade larvaire aquatique) comme toutes les espèces du genre Pristimantis.
L'espèce n'a pas encore été répertoriée par l'Union internationale pour la conservation de la nature, mais, parce que son habitat est en train de disparaître et qu'elle occupe une superficie inférieure à un kilomètre carré, les chercheurs classent l'espèce en danger critique d'extinction.

## Répartition
L'holotype a été identifié au nord de Cuenca :

## Publication originale
- (en) Juan C Sánchez-Nivicela, Elvis Celi-Piedra, Valentina Posse-Sarmiento, Verónica L Urgiles, Mario Yánez-Muñoz et Diego F Cisneros-Heredia, « A new species of Pristimantis (Anura, Craugastoridae) from the Cajas Massif, southern Ecuador », ZooKeys, Sofia, Pensoft Publishers (d), vol. 751, no 751,‎ 2018, p. 113-128 (ISSN 1313-2989 et 1313-2970, OCLC 248547717, PMID 29713233, PMCID 5923216, DOI 10.3897/ZOOKEYS.751.20541).